# The Proud Family Movie
The Proud Family Movie is een Disney Channel Original Movie uit 2005 onder regie van Bruce W. Smith. De film is gebaseerd op de animatieserie The Proud Family. De film is in Nederland met een Nederlandse nasynchroniseerde versie te zien op Jetix, Disney XD en op Disney Channel.

## Verhaal
Penny Proud wordt 16 jaar oud en wil dolgraag een danseres zijn voor Spare Change. Dit mag niet van haar vader, maar toch gaat ze stiekem naar rapper 15 Cent. Als hij haar weer terugbrengt naar huis, zoent hij haar. Haar vader ziet dit en is meer dan teleurgesteld in zijn dochter.
De volgende dag wordt de familie Proud een gratis tocht op een cruise aangeboden. Dit blijkt echter een snood plannetje van de gemene Dr. Carver te zijn, de man die het recept van de snack van Penny's vader wil weten.

## Rolverdeling
| Acteur             | Personage                    |
| ------------------ | ---------------------------- |
| Kyla Pratt         | Penny Proud                  |
| Tommy Davidson     | Oscar Proud                  |
| Paula Jai Parker   | Trudy Proud                  |
| Jo Marie Payton    | Suga Mama                    |
| Orlando Brown      | Sticky Webb                  |
| Soleil Moon Frye   | Zoey Howzer                  |
| Alisa Reyes        | LaCienega Boulevardez        |
| Karen Malina White | Dijonay Jones                |
| Omarion Grandberry | 15 Cent                      |
| Arsenio Hall       | Dr. Carver/Bobby Proud       |
| Tara Strong        | Bebe Proud/Cece Proud/Cashew |
| Jeremy Suarez      | Wally                        |
| Carlos Alazraqui   | Puff                         |
| Phil LaMarr        | Dr. Carver                   |
| Aries Spears       | Wizard Kelly                 |
| Keith David        | Bebe Proud Cloon             |
| Jim Cummings       | Mangler Mania                |

## Rolverdeling Nederlandse versie
| Acteur                              | Personage              |
| ----------------------------------- | ---------------------- |
| Natalie La Rose                     | Penny Proud            |
| Jerrel Houtsnee                     | Oscar Proud            |
| Joanne Telesford                    | Trudy Proud            |
| Ingrid Simons                       | Suga Mama              |
| Rogier Komproe                      | Sticky Webb            |
| Daphne Groot                        | Zoey Howzer            |
| Anneke Beukman                      | LaCienega Boulevardez  |
| Meghna Kumar                        | Dijonay Jones          |
| Vincent Vianen                      | 15 Cent                |
| Mike Ho Sam Sooi                    | Dr. Carver/Bobby Proud |
| Roben Mitchell van den Dungen Bille | Wally                  |